# Pogromer under ryska inbördeskriget

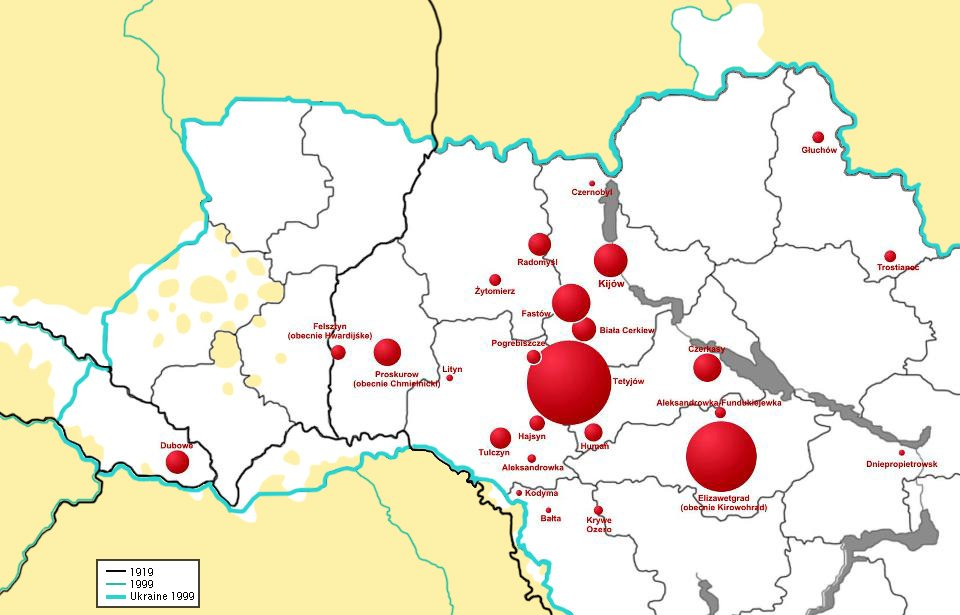
Pogromer i Ukraina ryska inbördeskriget.

Under ryska inbördeskriget mellan 1917 och 1922 ägde en stor mängd pogromer rum i Kejsardömet Ryssland, främst i Ukraina. Mellan 1918 och 1920 inträffade 1 500 pogromer i över 1 300 samhällen, under vilka upp till 250 000 människor blev mördade. Över en miljon människor uppskattas ha fått sin egendom stulen eller förstörd, mellan 50 000 och 300.000 barn uppskattas ha blivit föräldralösa, och en halv miljon tvingades fly. 
Pogromerna utfördes av båda sidorna i inbördeskriget, men främst av Vita armén och ukrainska nationalister, specifikt antikommunistiska Ukrainska Folkets Armé och Södra Rysslands Väpnade Styrkor. Den röda sidan uppskattas ha varit ansvarig för nio procent av pogromerna, Vita armén för 17 procent, ukrainska nationalister för 50 procent och mindre grupper eller civila för resten. Antisemitismen var stark i Ukraina över under tsartiden, och under den politiskt instabila tiden efter ryska revolutionen användes judarna som syndabock av både den röda och vita sidan under inbördeskriget, som båda anklagade dem för att stödja motsatta sidan. 

## Bakgrund
Mellan 1791 och 1917 hänvisades judarna i Kejsardömet Ryssland till att bo i Judiska bosättningsområdet i Kejsardömet Ryssland, och en stor del av Kejsardömet Rysslands judar var därför bosatta i Ukraina. Efter ryska revolutionen 1917 avskaffade Rysslands provisoriska regering alla diskriminerande lagar mot religiösa minoriteter, vilket gjorde att många judar stödde den provisoriska regeringen. Samtidigt stödde många judar sionismen, som var populär vid denna tid. När ryska inbördeskriget sedan bröt ut fanns det inget starkt stöd hos den judiska minoriteten vare sig för vare sig den vita eller den röda sidan, och judar kom att misstänkliggöras av båda sidorna i inbördeskriget. Antisemitismen var mycket stark i Kejsardömet Ryssland, något som påverkade både kommunister och antikommunister och gjorde att båda sidor kom att anklaga judarna för att stödja fiendesidan under kriget. 

## Massakrerna
Efter ryska revolutionen inträdde en instabil period i Ukraina. Allmän antisemitism kunde spridas fritt då statskontrollen var svag. När plundring och laglöshet bröt ut i Ukraina, ledde detta även till pogromer. När Ukraina i januari 1918 utropade sin självständighet, ägde pogromer rum utförda av den tillbakadragande röda armén. Bolsjeviker identifierade i många fall judar som klassfiender, eftersom judar av historiska skäl ofta bodde i städer och livnärde sig på köpenskap. 
I januari 1919 enades Ukrainska folkrepubliken och Västukrainska folkrepubliken till ett enat självständigt Ukraina. Antisemitismen var stark bland de antikommunistiska ukrainska nationalisterna, som använde judar som en grupp att utöva exempel på. Då nationalisterna erövrade en ny stad från de röda, anklagade de ofta judarna för att vara kommunister och stödja de röda. Mellan januari och juli 1919 ägde ett stort antal massakrer rum utförda av ukrainska nationalister.  
Antisemitismen var stark på den vita sidan i inbördeskriget, som svor sin trohet till både tsarhuset och till den ortodoxa kyrkan. Trupper ingående i den Vita armén utförde ett antal massakrer på judar, som de anklagade för att vara bolsjeviker och ha samarbetat med de röda, särskilt mellan september och december 1919. 